# Шпергер, Франц
Франц Шпе́ргер (нем. Franz Sperger) — немецкий кёрлингист.
В составе мужской сборной ФРГ участник чемпионата мира 1974 (заняли пятое место).
Играл на позиции третьего.

## Команды
| Сезон   | Четвёртый       | Третий        | Второй         | Первый        | Турниры           |
| ------- | --------------- | ------------- | -------------- | ------------- | ----------------- |
| 1973—74 | Манфред Рёдерер | Франц Шпергер | Хансйорг Якоби | Роланд Лидтке | ЧМ 1974 (5 место) |

(скипы выделены полужирным шрифтом)